# 6-叔丁基菲啶
6-叔丁基菲啶是一种有机化合物，化学式为C17H17N。它可由叔丁基三氟硼酸钾、氧化银和2-异氰基联苯反应制得。它和2,2-二甲基丙酸、过硫酸钾、乙酸银在丙酮水溶液中反应，可以得到6,9-二叔丁基菲啶。